# Prologue (album de Renaissance)
Pour les articles homonymes, voir Prologue.
Albums de Renaissance
Illusion
(1971) Ashes Are Burning
(1973)
Prologue est le troisième album du groupe de rock progressif britannique Renaissance, sorti en 1972, avec une toute  nouvelle formation. La chanteuse Annie Haslam fait ici son entrée au chant ainsi que le bassiste Jon Camp et le batteur Terence Sullivan. Le guitariste Rob Hendry ne jouera que sur cet album et sera remplacé sur le prochain opus du groupe, Ashes Are Burning, par Michael Dunford.

## Titres

### Face 1
1. Prologue (Michael Dunford) – 5:39
2. Kiev (Jim McCarty, Betty Thatcher, Sergueï Rachmaninov) – 7:38
3. Sounds of the Sea (Michael Dunford, Betty Thatcher) – 5:11

### Face 2
1. Spare Some Love (Michael Dunford, Betty Thatcher) – 5:11
2. Bound for Infinity (Jim McCarty, Betty Thatcher) – 4:23
3. Rajah Khan (Michael Dunford) – 11:31

## Personnel
- Annie Haslam : chant sauf sur 2, chœurs
- Rob Hendry : guitares acoustique et électrique, mandoline, carillons, chœurs
- Jon Camp : basse, chœurs, chant sur 2, tampura
- John Tout : claviers acoustiques et électriques, arrangements, chœurs
- Terence Sullivan : batterie, percussions

## Musiciens invités
- Michael Dunford ; arrangements
- Francis Monkman : solo de VCS3 sur Rajah Khan

## Production
- Miles Copeland - production, photographies live
- Mike Weighell, Mick Glossop - ingénieurs
- Hipgnosis and Ronchetti & Day - photos de la pochette